# Kimberly Vandenberg
Kimberly Vandenberg; znana jako Kim Vandenberg (ur. 13 grudnia 1983 roku w Berkeley) – amerykańska pływaczka specjalizująca się w stylu dowolnym oraz stylu motylkowym, medalistka olimpijska i mistrzostw Świata.